# Montserrat Capdevila i Tatché

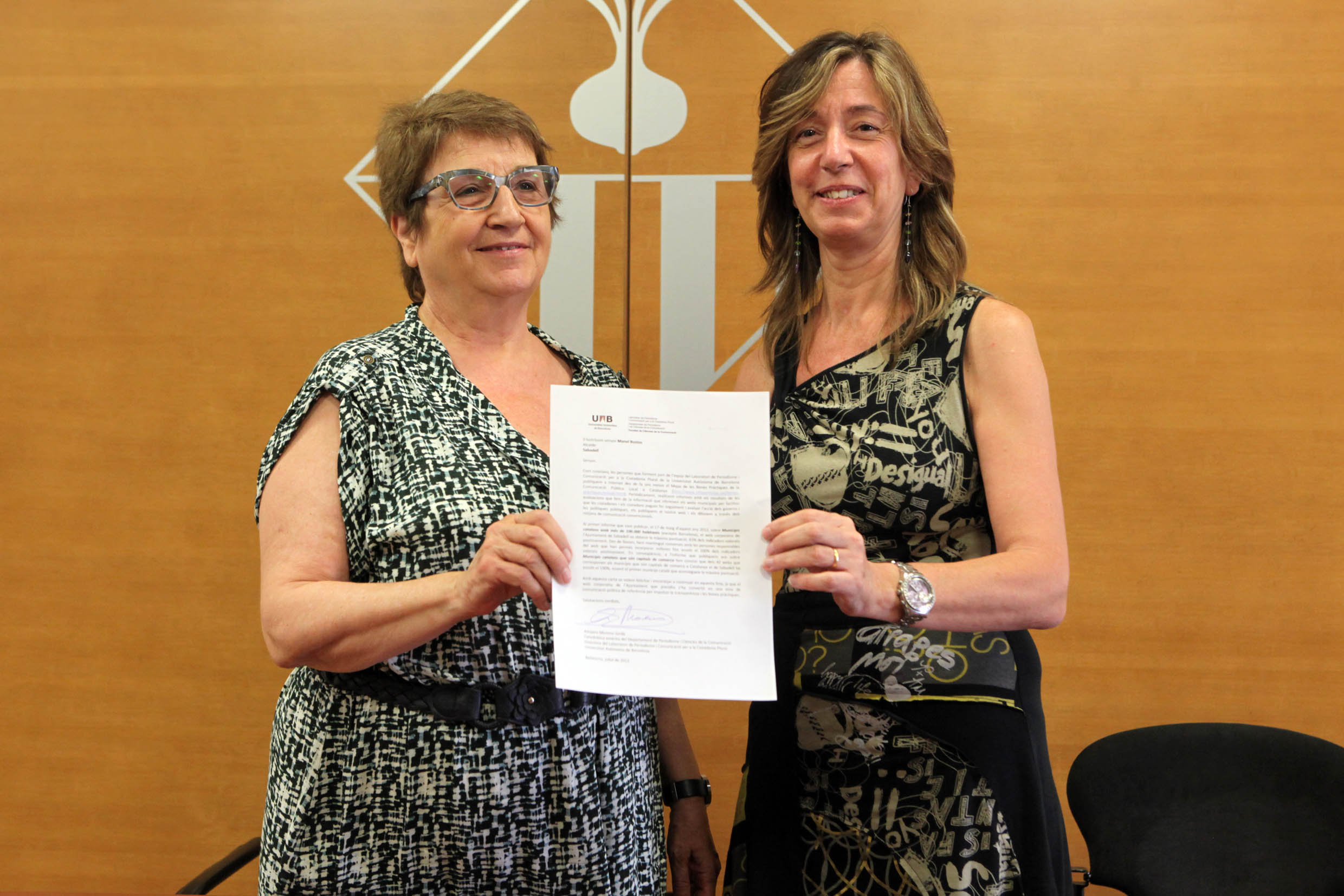

Montserrat Capdevila i Tatché (Sabadell, Vallès Occidental, 1966) és una política catalana, que ha estat tinenta d'alcalde de l'Ajuntament de Sabadell (1999-2013) i diputada al Parlament de Catalunya (2006-2015) en la VIII, IX i X legislatures.

## Biografia
Llicenciada en filosofia i lletres per la Universitat Autònoma de Barcelona (UAB), especialitat en filologia catalana. Ha fet un postgrau de correcció en llengua catalana a la UAB i un curs de funció gerencial a les administracions públiques (FGAP) a ESADE. Ha fet un postgrau en Govern Local organitzat per la Universitat de Barcelona (UB) i l'Institut de Ciències Polítiques i Socials (ICPS). Recentment Màster Executive MBA per EAE i UB. Ha estat cap de projectes de l'àrea de documentació i publicacions del Centre de Càlcul de Sabadell, SA, i professora de llengua catalana a Òmnium Cultural de Sabadell i a FIAC de Sabadell.
És sòcia i dansaire de l'Esbart Sabadell Dansaire, del qual va ser directora artística (1992-1995) i co-coreògrafa (juntament amb Tomàs Manyosa Ribatallada) del Ball de la bola de Sabadell. Sòcia d'Òmnium Cultural i del Club Natació Sabadell. Ha estat presidenta de l'organisme autònom Informàtica Ajuntament de Sabadell (IAS), de la comissió informativa d'economia i serveis interns i de la comissió de coordinació i seguiment de les TIC a l'Ajuntament de Sabadell (1999-2003), i vicepresidenta de Comunicacions Audiovisuals de Sabadell, SL (Ràdio Sabadell) i de Promoció Econòmica de Sabadell, SL (Vapor Llonch).
Presidenta del Consell del Centre de Normalització Lingüística de Sabadell (2007-2011) i vocal del Consell d'administració del CPNL (1999-2013). Ha estat tinenta d'alcalde de l'Ajuntament de Sabadell des del 1999 pel PSC-PSOE, primer al càrrec de Serveis Interns (1999-2003) i posteriorment de l'Àrea de Serveis Centrals i Promoció Econòmica. També ha estat diputada a les eleccions al Parlament de Catalunya de 2006, 2010 i 2012. No va formar part de les llistes del PSC a les eleccions al Parlament de Catalunya de 2015.
Des de 2016 es dedica a la docència. Des novembre de 2024 fa de Directora dels Serveis Territorials d’Educació i Formació Professional al Vallès Occidental